# Какастель-де-Корбьер
Какасте́ль-де-Корбье́р (фр. Cascastel-des-Corbières) — коммуна во Франции, находится в регионе Лангедок — Руссильон. Департамент коммуны — Од. Входит в состав кантона Дюрбан-Корбьер. Округ коммуны — Нарбонна.
Код INSEE коммуны — 11071.

## Население
Население коммуны на 2008 год составляло 208 человек.
| 1962 | 1968 | 1975 | 1982 | 1990 | 1999 | 2008 |
| ---- | ---- | ---- | ---- | ---- | ---- | ---- |
| 242  | 268  | 234  | 214  | 204  | 196  | 208  |

## Экономика
В 2007 году среди 124 человек в трудоспособном возрасте (15—64 лет) 81 были экономически активными, 43 — неактивными (показатель активности — 65,3 %, в 1999 году было 76,0 %). Из 81 активных работали 67 человек (40 мужчин и 27 женщин), безработных было 14 (9 мужчин и 5 женщин). Среди 43 неактивных 6 человек были учениками или студентами, 18 — пенсионерами, 19 были неактивными по другим причинам.

## Фотогалерея
- Какастель-де-Корбьер
- Какастель-де-Корбьер